# 가이국

가이 국

가이국(일본어: 甲斐国 가이노쿠니[*])는 도카이도에 있던 일본의 옛 구니이다. 현재의 야마나시현에 해당한다. 고슈(甲州)라고도 한다.

## 군
- 야마나시군(일본어판)(山梨郡)
- 야쓰시로 군 (가이 국)(일본어판)(八代郡)
- 고마 군(巨摩郡)
- 쓰루군(일본어판)(都留郡)